# Лакин, Михаил Игнатьевич
Михаи́л Игна́тьевич Ла́кин (5 (17) ноября 1876 — 29 ноября (12 декабря) 1905) — российский социал-демократ, агитатор, один из участников стачки рабочих в Иваново-Вознесенске в 1905 году.

## Биография
Родился в деревне Саксино Владимирской губернии. В 1902 году вместе с десятками других обезземеленных крестьян уехал из родной деревни Саксино на заработки в Иваново-Вознесенск, где с трудом устроился в красильный цех на фабрику Грязнова. Здесь он вступил в подпольный кружок, которым руководили большевики.
Решающее значение в выдвижении Лакина в первые ряды пролетарских борцов имела 72-дневная всеобщая стачка рабочих в Иваново-Вознесенске летом 1905 года. Лакин был избран в состав Совета рабочих уполномоченных, который возглавил стачку. Хорошо зная жизнь и заботы простого народа, владея метким народным словом, Лакин часто выступал на митингах. Он являлся одним из самых активных организаторов митингов на реке Талке.
2 июня 1905 года накануне расстрела рабочих на Талке, Лакин был арестован и просидел в одиночной камере до 14 июля 1905 года. На следующий день после выхода из тюрьмы он выступил на Талкинской сходке.
Затем последовал вторичный арест и высылка на родину под надзор полиции. Устроившись кочегаром на фабрику И. Д. Зворыкина в Муроме, он принимал активное участие в революционных событиях города. Для проведения агитационной работы Владимирский окружной комитет РСДРП направил Лакина в Ковров, в котором бастовали рабочие.
В конце ноября 1905 года Лакин поехал в село Ундол Владимирского уезда для создания социал-демократического кружка на фабрике братьев Бажановых. В ночь с 28 на 29 ноября 1905 года был убит черносотенцами.

## Память
В 1922 году именем Михаила Игнатьевича Лакина были названы Ундольская текстильная фабрика Бажановых и посёлок при фабрике, в 1969 году преобразованный в город Лакинск. В память о революционере также названы улица и проезд во Владимире, улица в Иваново, улица и съезд в Муроме, улицы в Собинке и Кохме.
В селе Ундол, вошедшем в состав Лакинска, на улице, также названной именем Лакина, на месте его гибели установлен мемориальный камень. В сквере напротив прядильно-ткацкой фабрики «Лакинская мануфактура» поставлен памятник.
На одном из домов по улице Лакина в Иваново укреплена мемориальная доска. В 1985 году в связи с 80-летием стачки в Иваново-Вознесенске на мемориальном комплексе «Красная Талка» был установлен бронзовый бюст Лакина.
В 1967 году в Муроме был установлен памятник Лакину. На церемонии торжественного открытия присутствовали родственники революционера.